# ميت يزيد (كوم حمادة)
قرية ميت يزيد هي إحدى القرى التابعة لمركز كوم حمادة في محافظة البحيرة في جمهورية مصر العربية. حسب إحصاءات سنة 2006، بلغ إجمالي السكان في ميت يزيد 2504 نسمة، منهم 1237 رجل و1267 امرأة.

## التاريخ
قرية ميت يزيد من القرى القديمة، واسمها الأصلي «منية يزيد»، حيث وردت بهذا الاسم في قوانين ابن مماتي وفي «المشترك وضعًا والمفترق صقعًا» لياقوت الحموي، وفي تحفة الإرشاد من أعمال حوف رمسيس، وفي التحفة السنية لابن الجيعان في أعمال البحيرة، وحُرّف اسمها في تاريخ سنة 1228هـ/1813م إلى ميت يزيد.